# Nobuhiro Kato
Nobuhiro Kato (加藤 順大 Kato Nobuhiro?), född 11 december 1984 i Saitama prefektur, är en japansk fotbollsspelare.
Kato började sin karriär 2003 i Urawa Reds. Han spelade 85 ligamatcher för klubben. 2015 flyttade han till Omiya Ardija. 2019 flyttade han till Kyoto Sanga FC.